# Ectrogatha himerata
Ectrogatha himerata là một loài bướm đêm trong họ Noctuidae.